# Смерть на Нілі (фільм, 2022)
«Смерть на Нілі» (англ. Death on the Nile) — американський кримінальний трилер-фільм режисера Кеннета Брана за сценарієм Майкла Гріна за однойменним романом Агати Крісті 1937 року. Фільм є продовженням «Вбивства у „Східному експресі“» 2017 року.
Основне знімання розпочали наприкінці вересня 2019 року в Англії, знімання відбувалося у студії Longcross в Сурреї та в Єгипті і воно триватиме до Різдва того ж року.
Прем'єра фільму в Україні відбулася 10 лютого 2022 року.

## Сюжет
Еркюль Пуаро повинен знайти вбивцю під час відпочинку в Єгипті.

## У ролях
| Актор             | Роль                |
| ----------------- | ------------------- |
| Кеннет Брана      | Еркюль Пуаро        |
| Том Бейтман       | Бук                 |
| Аннетт Бенінг     | Юфимія Бук          |
| Галь Гадот        | Ліннет Ріджвей-Дойл |
| Армі Гаммер       | Саймон Дойл         |
| Емма Маккі        | Жаклін де Бельфор   |
| Софі Оконедо      | Саломея Оттерборн   |
| Летиція Райт      | Розалі Оттерборн    |
| Роуз Леслі        | Луїза Бурже         |
| Дженніфер Сондерс | Мері Ван Шуйлер     |
| Рассел Бренд      | доктор Віндлшем     |
| Алі Фазал         | Ендрю Качадурян     |
| Доун Френч        | місіс Боуерс        |
| Сюзанна Філдінг   | Катрін              |

## Український Дубляж
- Студія: Постмодерн
- Режисер: Людмила Петриченко
- Перекладач: Олег Колесніков
- Студія міксу: Shepperton International

Ярек Вуйчик Jarek Wojcik
Disney Character Voices International, Inc.
Ролі дублювали:
- Еркюль Пуаρο — Андрій Альохін
- Розалі Оттерборн — Людмила Петриченко.
- Саломея Оттерборн — Наталія Ярошенко
- Жаклін Де Бельфор — Катерина Брайковська
- Саймон Дойл — Дмитро Гаврилов
- Ліннет Ріджвей — Наталія Романько-Кисельова
- Бук — Андрій Федінчик
- Юфімія Бук — Ольга Радчук
- Луїза Бурже — Марина Локтіонова
- Хачатурян — Олександр Погребняк
- Марі Ван Скайлер — Наталія Поліщук
- Бауерс — Ніна Касторф
- Віндлшем — Андрій Твердак

А також: Назар Стригун, Катерина Башкіна-Зленко, В'ячеслав Дудко, Павло Голов, Оксана Гринько, Петро Сова, Дмитро Тварковський

## Виробництво

### Розвиток
У 2015 році праонук Агати Крісті Джеймс Прічард, голова «Агата Крісті Лтд», висловив захоплення продовженнями, посилаючись на позитивну співпрацю з Браном та виробничою командою. У травні 2017 року Брана висловив зацікавленість у подальших розстрочках, якщо перший фільм матиме успіх. 20 листопада 2017 року було оголошено, що 20th Century Fox розробляє «Смерть на Нілі» як продовження їхньої версії «Вбивство у „Східному експресі“», Майкл Грін повертається до сценарію, а Кеннет Брана повертається на екран як Пуаро, і за екраном як режисер.

### Знімання
Основне знімання розпочали 30 вересня 2019 року в студіях Longcross в м. Суррей, Англія, а потім переїхали до Єгипту для знімання на місці. Знімання повинне тривати до Різдва того ж року. Раніше їх планували розпочати навесні 2019 року.
Double Negative (DNEG) забезпечить візуальні ефекти для фільму, а художник зі спецефектів Джордж Мерфі — головний керівник візуальних ефектів.
Під час знімання була використана копія жовтого діаманта Тіфані.

## Випуск
Планується, що «Смерть на Нілі» вийде 2022 року. Раніше фільм планували випустити 20 грудня 2019 року.